# Чортківський гуманітарно-педагогічний фаховий коледж імені Олександра Барвінського

Пам'ятна таблиця на будівлі фасаду Чортківського гуманітарно-педагогічного коледжу

Чортківський гуманітарно-педагогічний фаховий коледж імені Олександра Барвінського — середній спеціальний навчальний заклад у місті Чорткові Тернопільської области.

## Історія
Навчальний заклад створений, як педагогічна школа відповідно до постанови президії Тернопільського обласного виконавчого комітету від 5 січня 1940 року. Головний корпус педагогічної школи зведений ще у 1929 році.
Перший випуск учнів відбувся у липні 1940 року, за рік у липні 1941 року навчання призупинено через початок німецько-радянської війни. Тоді в приміщеннях школи розташувався військовий шпиталь, а 27 травня 1944 року відновлено навчання. У січні 1945 року педагогічна школа отримала статус училища. З 1957 року у педагогічному училищі відкрито відділення «Музичне мистецтво», на яке було прийнято дві групи студентів. З 1999 року в училищі запроваджена нова спеціальність «Соціальна педагогіка».
Відповідно до розпорядження Кабінету Міністрів України від 23 квітня 2003 року № 245-р. закладу присвоєно ім’я Олександра Барвінського.
Згідно з рішенням Тернопільської обласної ради від 11 лютого 2010 року № 889 училище реорганізоване в обласне педагогічне училище імені Олександра Барвінського.
26 січня 2012 року на фасаді закладу відкрито меморіальну таблицю з написом: «На цьому будинку Чортківського педагогічного училища в ніч з 21 на 22 січня 1973 року члени Росохацької патріотичної організації (Вітів П. І., Винничук П. М., Кравець А. М., Лисий М. С., Мармус М. В., Сапеляк С. Є., Слободян М. В.) під керівництвом Володимира Мармуса встановили національний прапор України і політичні прокламації до 55-х роковин проголошення незалежності УНР та в протест проти репресій комуністичної диктатури. Слава Україні! Героям Слава!».
6 липня 2020 року навчальний заклад перейменований у Чортківський гуманітарно-педагогічний фаховий коледж імені Олександра Барвінського.
У коледжі — 4 корпуси з навчальними кабінетами, майстерні, комп'ютерний кабінет, 2 бібліотеки (фонд — близько 70 тис. книг), студентський гуртожиток, музейна кімната.

## Спеціальності
Підготовка майбутніх фахових молодших бакалаврів здійснюється за денною формою навчання з присвоєнням кваліфікацій:
- «Вчитель початкових класів закладу загальної середньої освіти»;
- «Соціальний працівник, соціальний педагог»;
- «Вчитель музичного мистецтва, музичний керівник».

Майбутні вчителі початкових класів отримують також й додаткову кваліфікацію:
- «вчитель іноземної мови в початковій школі»;
- «вчитель інформатики в початковій школі»;
- «Організатор роботи з учнівськими об'єднаннями»;
- «Керівник дитячого хореографічного колективу»;
- «Керівник дитячої технічної творчості».

## Зовнішні зв'язки
На відділі «Початкове навчання» здобувають освіту студенти українського походження з Румунії, щоби навчати дітей колишніх вихідців із України.
Заклад співпрацює з ТНПУ та Прикарпатським університетом (2001 відкрито філію, 2002 її реорганізовано у Чортківське відділення цього університету).

## Кадровий склад
За весь час існування навчального закладу, його очолювали:
- Петров Анатолій;
- Фрідман М.;
- Замрига Павло Григорович;
- Васильченко І. (травень-жовтень 1944);
- Назаренко Павло І. (жовтень 1944-1972);
- Підручний Андрій Д. (1972-1983);
- Гуменюк Йосип Іванович (1983-1997);
- Гречин Богдан Петрович (1997—2009);
- Пахолок Роман Іванович (від 2009).

Підготовку 800 студентів здійснюють 125 викладачів, з яких 25 мають звання викладач — методист, 16 — старший викладач, 60 — відмінники освіти України.

## Мистецька діяльність
Студенти і викладачі коледжу — учасники художніх колективів:
- Ансамбль бандуристів (створений у 2010 році);
- Фольклорний гурт «Василько»;
- Жіночий ансамбль «Веснянка» (створений у 1961 році);
- Художній оркестр народних інструментів (створений у 1940 році);
- Народний художній духовий оркестр (створений у 1957 році);
- Народна художня хорова капела (створена у 1980-х роках);
- Народний художній ансамбль танцю «Яблуневий цвіт» (створений у 1994 році);
- Народний художній жіночий хор «Берегиня»;
- Жіноче вокальне тріо «Sempre» (створене у 2008 році);
- Ансамбль скрипалів;
- Народна художня студія образотворчого мистецтва «Соняшник»;
- Гурток декоративно-ужиткового мистецтва.

## Відомі випускники
- доктори наук Б. Андрусишин, І. Волощук;
- кандидат економічних наук В. Чайковський;
- народний артист України Є. Корницький;
- заслужені артисти України  Б. Дерев'янко, Р. Козак, І. Легкий,
- заслужені працівники культури України І. Кобилянський, М. Носатий та інші.

Але крім відомих випускників, у навчальному закладі є ще багато інших випускників, про яких також не варто забувати.
За роки існування коледж випустив понад 10 тисяч фахівців.